# Simira
Simira är ett släkte av måreväxter. Simira ingår i familjen måreväxter.

## Dottertaxa tillSimira, i alfabetisk ordning[1]
- Simira aristeguietae
- Simira calderoniana
- Simira cesariana
- Simira cordifolia
- Simira corumbensis
- Simira ecuadorensis
- Simira eliezeriana
- Simira erythroxylon
- Simira fragrans
- Simira gardneriana
- Simira glaziovii
- Simira goudotii
- Simira grazielae
- Simira hadrantha
- Simira hatschbachiorum
- Simira hexandra
- Simira hirsuta
- Simira ignicola
- Simira klugei
- Simira lancifolia
- Simira lezamae
- Simira longifolia
- Simira macrocrater
- Simira maxonii
- Simira mexicana
- Simira mollis
- Simira multiflora
- Simira paraensis
- Simira paraguayensis
- Simira pikia
- Simira podocarpa
- Simira rhodoclada
- Simira rubescens
- Simira rubra
- Simira salvadorensis
- Simira sampaioana
- Simira standleyi
- Simira tinctoria
- Simira walteri
- Simira vestita
- Simira williamsii
- Simira viridiflora
- Simira wurdackii